# Kuřim
Kuřim (deutsch Gurein) ist eine Stadt mit 9546 Einwohnern in Tschechien. 

## Lage
Kuřim liegt 13 km nordwestlich des Brünner Stadtzentrums auf 286 m ü. M. im Tal des Flusses Kuřimka und gehört dem Okres Brno-venkov an. Östlich der Stadt führt die Europastraße 461 vorbei, durch Kuřim führt die Eisenbahnstrecke Brünn–Havlíčkův Brod. Umgeben wird die Stadt von den Bergen Kuřimská hora, Cimperk, Zlobice und Babí lom. Die historische Altstadt liegt in einem Talkessel zwischen vier Bergen: Kuřimská hora, Zborov, Záruba, Horka und Kolíbka.

## Geschichte

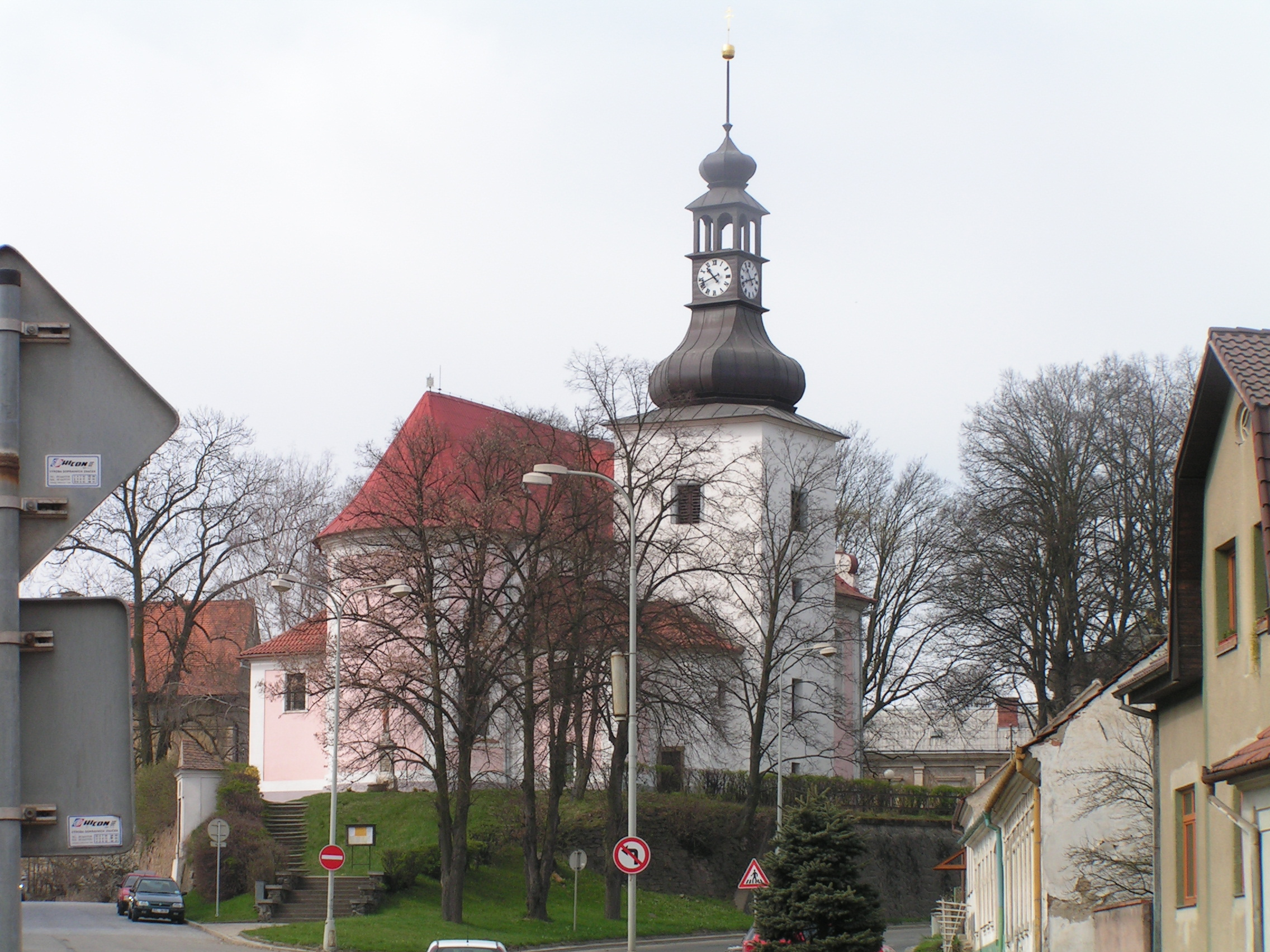
Kirche St. Maria Magdalena

Wie prähistorische Funde belegen, war das Gebiet um Kuřim bereits zur Altsteinzeit besiedelt. Die heutige Stadt entstand wahrscheinlich im 12. Jahrhundert im Zuge der Kolonisation des Landes durch die Přemysliden. Der erste schriftliche Nachweis ist eine Urkunde Ottokar I. Přemysls aus dem Jahre 1226. 1405 verkaufte Jobst von Mähren den Ort an Milota von Křižanov. Nächste Besitzer waren von 1464 bis 1527 die Boskowitzer, die Kuřim an Siegmund Nekesch von Landek verkauften. 1547 verkaufte der Olmützer Erzbischof Johann XVI. Dubraw den Besitz für Siegmunds unmündigen Erben an die Stadt Brünn. 
Die Stadt Brünn errichtete im Gureiner Schloss die Administration für allen Grundbesitz und erhob Gurein 1570 zu einem Städtchen. Während des Dreißigjährigen Krieges verwüsteten 1645 die Schweden Gurein, das lange brauchte, bis es sich wieder erholte. 1679 wurde auf dem Ring die Sandsteinskulptur des heiligen Florian errichtet und 1722 entstand auf dem Gureiner Berg an einer Quelle die Kapelle des Johann von Nepomuk. 1729 erfolgte die Aufhebung der peinlichen Gerichtsbarkeit. In der Mitte des 18. Jahrhunderts gehörten zu Gurein die zwei Ansiedlungen Závist und Lhotka. Letztere befand sich am Wäldchen Šiberná und wurde später aufgegeben.
Im Ersten Schlesischen Krieg marschierten am 11. Februar 1742 preußische Truppen von Schwarzenberg aus in Gurein ein und Friedrich II. übernachtete im Gasthof. 1768 zerstörte ein Feuer Teile des Ortes. Seit 1785 wurde Gurein als Marktflecken bezeichnet. Im Jahre 1793 lebten in Gurein, das aus 129 Häusern bestand, 821 Menschen. 
Am 25. November 1805 besetzten französische Truppen Gurein und quartierten sich für zwei Monate ein. In dieser Zeit hielt sich auch Napoleon Bonaparte am 2. Dezember auf dem Wege nach Čebín hier auf. 1809 zogen wiederum französische Soldaten durch Gurein. 1825 vernichtete ein Brand große Teile des Ortes. Von 1829 bis 1832 entstand die Bezirksstraße von Brünn über Gurein nach Tischnowitz als Anschluss an die dortige Staatsstraße nach Böhmen. Kaiser Ferdinand I. verlieh Gurein 1844 das Recht zur Abhaltung eines Viehmarktes. Mit der Aufhebung der Patrimonialgerichtsbarkeit im Jahre 1848 endete die Obergerichtsbarkeit von Brünn über Gurein. 1855 wurde Gurein Teil des Tischnowitzer Bezirks und kam 1868 zum Brünner Bezirk, dem es bis 1896 angehörte. Im Schloss wurde 1884 eine deutsche Schule für Waisenkinder aus Brünn eröffnet. Ein Jahr später nahm die Lokalbahn von Brünn über Gurein nach Tischnowitz den Betrieb auf, zu der 1911 noch die Bahnstrecke Kuřim–Veverská Bítýška hinzukam. 1889 begann der Anbau der Hofflügels am Schloss. Ab 1896 kam der Flecken erneut zum Tischnowitzer Bezirk. Lediglich während der Auflösung des Bezirks zwischen 1942 und 1945 gehörte Gurein zum Bezirk Brünn.
Gurein wurde ein Zentrum des Maschinenbaus. Hergestellt wurden u. a. Zubehör für Underwood Schreibmaschinen oder die Zweitakter der Marke Z. Während des Zweiten Weltkrieges lag Gurein im Protektorat Böhmen und Mähren. 1940 stellten die Brünner Waffenwerke auch im Gureiner Zweigwerk die Produktion auf Waffen um. Unter dem Codenamen Axinit begannen die Klöckner-Werke unter Einsatz von Zwangsarbeitern mit dem Bau eines U-Verlagerungswerkes und von Wohnungen für die Gefolgschaft. Zu Beginn der 1940er Jahre erfolgten westlich der Stadt Arbeiten zum Bau der Reichsautobahn Breslau-Wien. Diese wurden 1943 eingestellt. Am 25. August 1944 griffen amerikanische Bomber das Werksgelände an und am 25./26. April flog die sowjetische Luftwaffe Bombenangriffe auf Gurein. Am 9. Mai hatte die Wehrmacht unter Sprengung von Brücken und Brandlegungen den Ort geräumt, die von sowjetischen und rumänischen Einheiten besetzt wurde. Im Oktober 1945 entstand ein Internierungslager für Deutsche.
Nach Kriegsende und der Beseitigung der Schäden nahmen die Betriebe der Schwerindustrie ihre Produktion wieder auf. Das Schmiedewerk TOS stellte die von Klöckner begonnenen Wohnbauten fertig, außerdem wurden in den 1950er Jahren einige neue Wohnsiedlungen und ein Kulturhaus errichtet. Die Einwohnerzahl wuchs stetig an. Am 1. Juli 1964 erhielt Kuřim Stadtrechte verliehen.
1968 wurde die Floriansäule auf dem Ring umgestürzt. 1985 entstand das Schwimmbad, das nach 1990 modernisiert wurde.
Bedeutendste Unternehmen in der Stadt sind der Werkzeugmaschinenhersteller TOS Kuřim sowie die Walter Kuřim s.r.o., eine Auslandsgesellschaft der Walter Maschinenbau GmbH Tübingen. Ebenfalls in der Stadt ansässig ist der namhafte tschechische Sportradkonstrukteur Petr Otoupalík, der u. a. die Radballräder der Gebrüder Pospíšil und weiterer Spitzensportler fertigte.

## Sehenswürdigkeiten
- Die barocke Kirche St. Maria Magdalena hat ihre Ursprünge im Jahre 1226. Der ursprünglich romanische Bau erhielt seine heutige Gestalt zwischen 1766 und 1772.
- Das Schloss wird seit 1951 als Internat für Auszubildende und Schulgebäude sowie als Gefängnis genützt.
- Die 1722 errichtete Wasserkapelle des Hl. Johannes von Nepomuk auf dem südlich der Stadt befindlichen Hausberg Kuřimská hora (435 m)
- Der Aussichtsturm auf dem drei Kilometer östlich der Stadt gelegenen Kamm des Babí lom  (562 m) wurde zwischen 1959 und 1961 an Stelle eines älteren Vorgängerbaus errichtet.

## Persönlichkeiten
- Tomáš Konečný (* 1973 in Olmütz), Radrennfahrer, wohnt in Kuřim
- David Appel (* 1981 in Kuřim), Eishockeyspieler